# 藍天 (科羅拉多州)
藍天（英語：Blue Sky）是位於美國科羅拉多州摩根縣的一個人口普查指定地區。

## 地理
藍天的座標為40°18′00″N 103°48′01″W / 40.30000°N 103.80028°W，而該地最高點為海拔高度1067米（即3500英尺）。

## 人口
根據2010年美國人口普查的數據，藍天的面積為5.00平方千米，當中陸地面積為5.00平方千米，而水域面積為5.00平方千米。當地共有人口24人，而人口密度為每平方千米4人。